# Tourisme au Rwanda
Le tourisme au Rwanda est un secteur d'activité économique très important, et la plus grande source de revenus du pays.
Le secteur profite de nombreux atouts patrimoniaux, liés à sa richesse environnementale, et notamment les emblématiques gorilles des montagnes. D'autres sites touristiques attirent également, liés à l'histoire du pays ou à la religion, ainsi qu'au « tourisme de conférences », lié à l'activité professionnelle des entreprises.
Depuis la fin du XXe siècle et la fin du génocide du Rwanda, le pays tente de mettre en avant une nouvelle image, qui repose essentiellement sur son attirance touristique, et sur les partenariats d'envergure tissés par l'office de tourisme du pays : le Rwanda Development Board.

## Historique et statistiques
La dynamique touristique est croissante depuis le début des années 2000. Le secteur profite d'une croissance de 25% chaque année de 2013 à 2018. Les revenus générés par le secteur en 2014 sont de 305 millions de dollars. Le secteur attire des investissements étrangers directs avec l'installation de grandes marques hôtelières internationales dans le pays, comme Marriot Hotels & Resorts, Radisson Blu, Sheraton Hotels and Resorts, Golden Tulip Hotels et Zinc. Avec son nouveau centre de congrès, le Rwanda est en pleine ascendance en tant que centre de conférence régional et international.
La politique de simplification des procédures d'entrée est aussi l'une des raisons de l'augmentation des flux touristiques, notamment via les visas en ligne, la politique de visa automatique pour tous les Africains, ainsi que la mise en place d'un visa unique pour les résidents de la Communauté d'Afrique de l'Est.

## Promotion touristique
Pour placer le Rwanda au centre de la carte du monde touristique, en tant que destination touristique de premier plan, l'agence gouvernementale Rwanda Development Board est chargée en 2009 de la promotion du pays à l'étranger. L'agence signe ainsi en 2019 un accord de partenariat de trois ans avec le club de football d'Arsenal,, et en 2020 un partenariat de deux ans avec le club français du Paris Saint-Germain pour contribuer au développement de l'industrie touristique du pays.

## Tourisme animalier

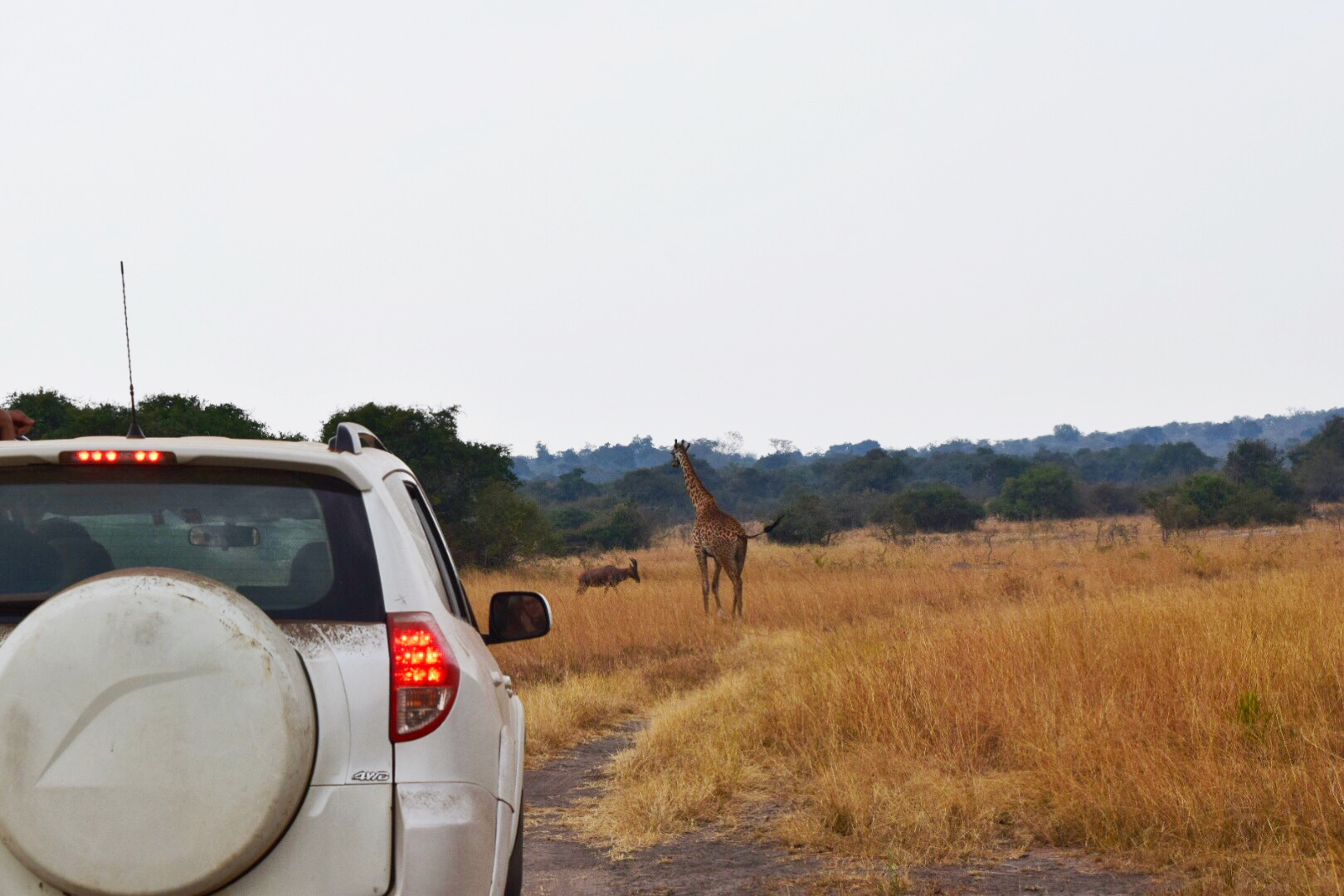
Visite en voiture du parc national de l'Akagera

Le Rwanda, étant situé en Afrique de l'Est, possède de nombreuses attractions naturelles. Les groupes de touristes sont dirigés par un guide expérimenté spécialisé dans la présentation et la sensibilisation au paysage et à la faune du Rwanda. Les expéditions ont pour objet de visite des volcans, des cascades, des forêts tropicales et des savanes qui abritent de nombreux animaux africains différents.
Le Rwanda abrite une population diversifiée d'animaux, parmi lesquels des gorilles des montagnes et le plus grand parc naturel du monde pour hippopotames, avec plus de 20 000 individus y vivant en liberté. Bien que le Rwanda soit encore un pays en développement, il compte de nombreux hôtels et son nouvel intérêt international pour le tourisme contribue à la croissance économique.
Les sacs en plastique sont interdits au Rwanda et les touristes ont pour instruction de ne pas en apporter dans le pays.

## Attractions touristiques

### Parc national des Volcans

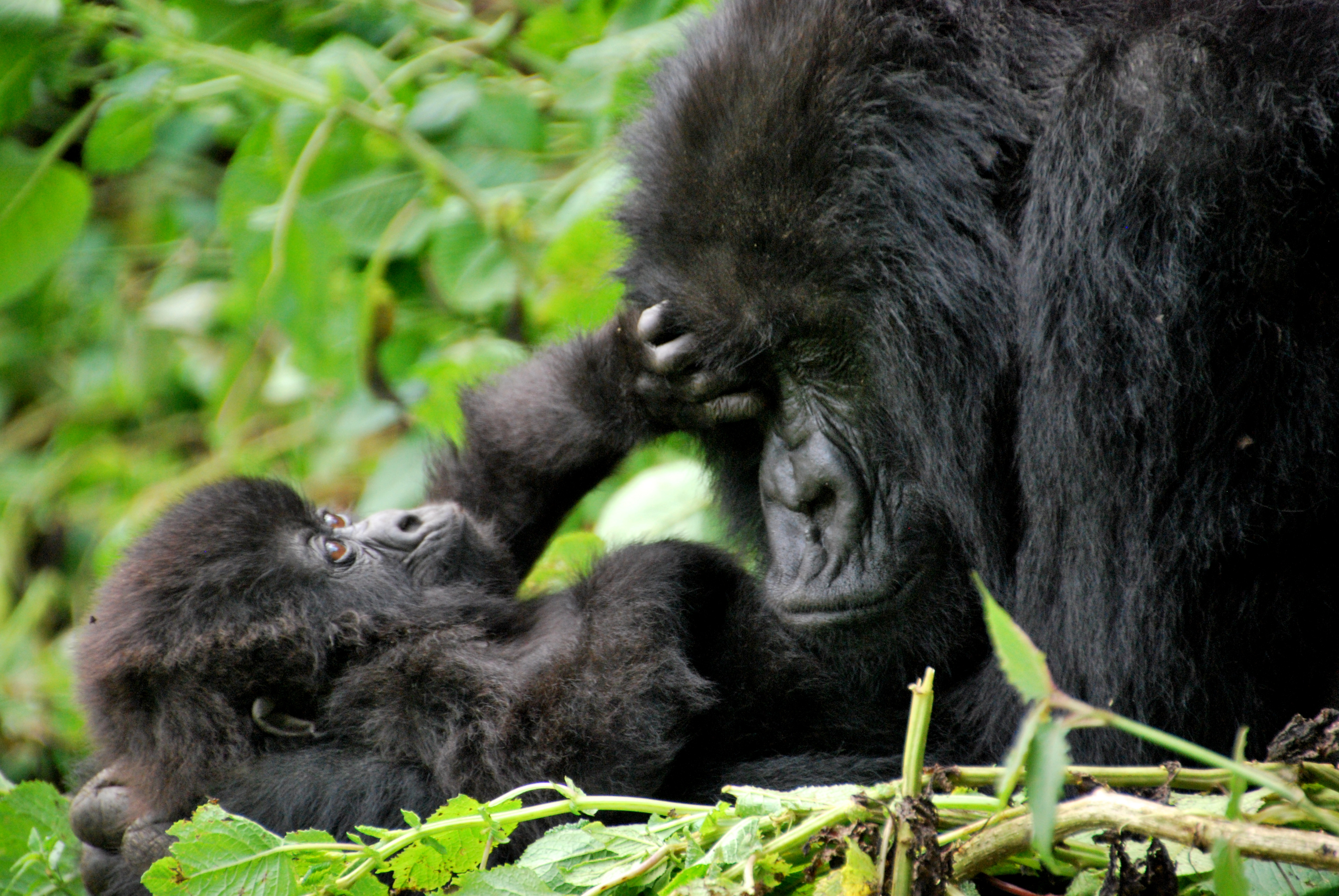
Mère et petit gorille dans le parc national des volcans

Le parc national des volcans, qui fait partie de la plus grande zone multinationale de conservation des Virunga, est un centre d'arrêt pour tous les safaris-photos de gorilles rwandais et abrite de nombreux gorilles de montagne. Le fait d'être à environ deux heures de route de l'aéroport international de Kigali en fait le lieu d'observation de gorilles le plus accessible au monde. Partageant une frontière avec l'Ouganda et la République démocratique du Congo, ce parc national abrite un nombre croissant de gorilles de montagne en danger critique d'extinction. Les experts estiment qu'il y a environ 600 gorilles dans le parc, ce qui représente une augmentation significative par rapport à la population en 1981, estimée à environ 250 individus. Depuis 2005, une tradition culturelle locale entoure la naissance des gorilles de montagne, qui sont nommés au cours de la cérémonie du Kwita Izina. Outre les gorilles, le parc national des volcans abrite des singes dorés, une grande variété d'oiseaux, de reptiles, d'amphibiens et d'insectes. Le parc national des volcans tire son nom de la chaîne de volcans endormis qui composent le massif des Virunga : Bisoke avec son lac de cratère verdoyant, Sabyinyo, Gahinga, Muhavura, et le plus haut, avec une altitude de 4 507 mètres, Karisimbi.
La randonnée dans le parc national des volcans dure généralement entre quatre et huit heures, dont la majeure partie est consacrée à la traversée des forêts de bambous, les prairies et les marécages. Les visiteurs passent généralement une heure à observer les créatures pendant qu'elles mangent, s'occupent de leurs petits et interagissent les unes avec les autres.

### Forêt de Gishwati
La forêt de Gishwati fait partie du parc national de la forêt de Gishwati-Mukura. Le parc ouvre ses portes le 1er décembre 2020. Les activités les plus demandées sont la recherche des chimpanzés, la randonnée et l'observation des oiseaux. Le parc comporte très peu d'installations touristiques, seulement quelques bâtiments sont construits en dur sur le site.

### Parc national de l'Akagera
À environ deux heures et demie de route de Kigali se trouve le parc national de l'Akagera. Géré par l'Organisation des parcs africains, le parc national de l'Akagera est situé dans l'est du Rwanda avec une superficie de 2 500 km2 principalement constituée de zones de savane (ce qui en fait l'une des plus grandes zones humides protégées d'Afrique centrale). Le parc porte le nom de la rivière Kagera qui coule le long de la frontière orientale du Rwanda avec la Tanzanie. La rivière alimente le lac Ihema et d'autres lacs plus petits dans et autour du parc. Le parc protège un paysage de savane africaine, recouvert d'acacias et de brousse avec des parcelles de prairies ouvertes et des lacs marécageux. Il abrite des éléphants, des buffles, des girafes, des zèbres, des léopards, des hyènes, des lions et plusieurs antilopes comme les guibs, les topis, les oribis, le cob d'eau, l'antilope rouanne, le céphalophe, le klipspringer, l'impala et la plus grande antilope du monde, l'éland du Cap. Les visiteurs peuvent observer des bancs d'hippopotames et de crocodiles du Nil se prélasser au soleil près du lac Ihema. Les primates communs dans le parc national d'Akagera sont les babouins olive, les singes vervets, les singes bleus et les galagos. Les visiteurs peuvent également voir l'environnement changer, passant des savanes aux zones humides et aux lacs au cours de la traversée du parc.

### Lac Kivu
Couvrant une superficie de 2 700 km2, le lac Kivu est le plus grand lac du Rwanda et le sixième plus grand d'Afrique. Des collines escarpées en terrasses mènent à la rive du lac et aux stations balnéaires de Gisenyi, Kibuye et Cyangugu. Ces petites villes servent de points de halte après les randonnées parfois ardues pour trouver des gorilles et des chimpanzés dans les volcans environnants et le parc national de Nyungwe. Les rives du lac Kivu possèdent des plages de sable ainsi que plusieurs stations balnéaires. Le lac Kivu est également connu comme l'un des lacs les plus sûrs d'Afrique et aucun animal dangereux tels que les hippopotames ou les crocodiles, n'y vit. Le lac Kivu compte également des centaines d'îles. L'île la plus connue du lac Kivu est l'île Napoléon à l'extérieur du district de Karongi, qui est une zone de conservation et abrite l'une des plus grandes colonies d'Afrique de chauves-souris frugivores. Le moyen le plus courant d'explorer le lac Kivu consiste à utiliser l'un des bateaux touristiques standard avec des bancs et un toit. Les visiteurs explorent le Rwanda de manière plus aventureuse grâce à des excursions en kayak sur le lac Kivu.

### Sentier Congo-Nil
Le sentier Congo-Nil est un sentier de randonnée et de VTT le long de la ligne de partage entre les bassins versants du Congo et du Nil entre Rusizi et Gisenyi. Le sentier comporte 8 étapes de vélo et 10 étapes de randonnée. Chaque étape dure une journée et un hébergement à la fin de chaque étape, ainsi que des possibilités de restauration sont disponibles. Le parcours traverse les paysages du lac Kivu et les collines rwandaises. Le sentier traverse 5 villes, Rubavu, Rutsiro, Karongi, Nyamasheke et Rusizi. Il passe également par 2 des 5 parcs nationaux du Rwanda : le parc national de Nyungwe et celui de Gishwati.

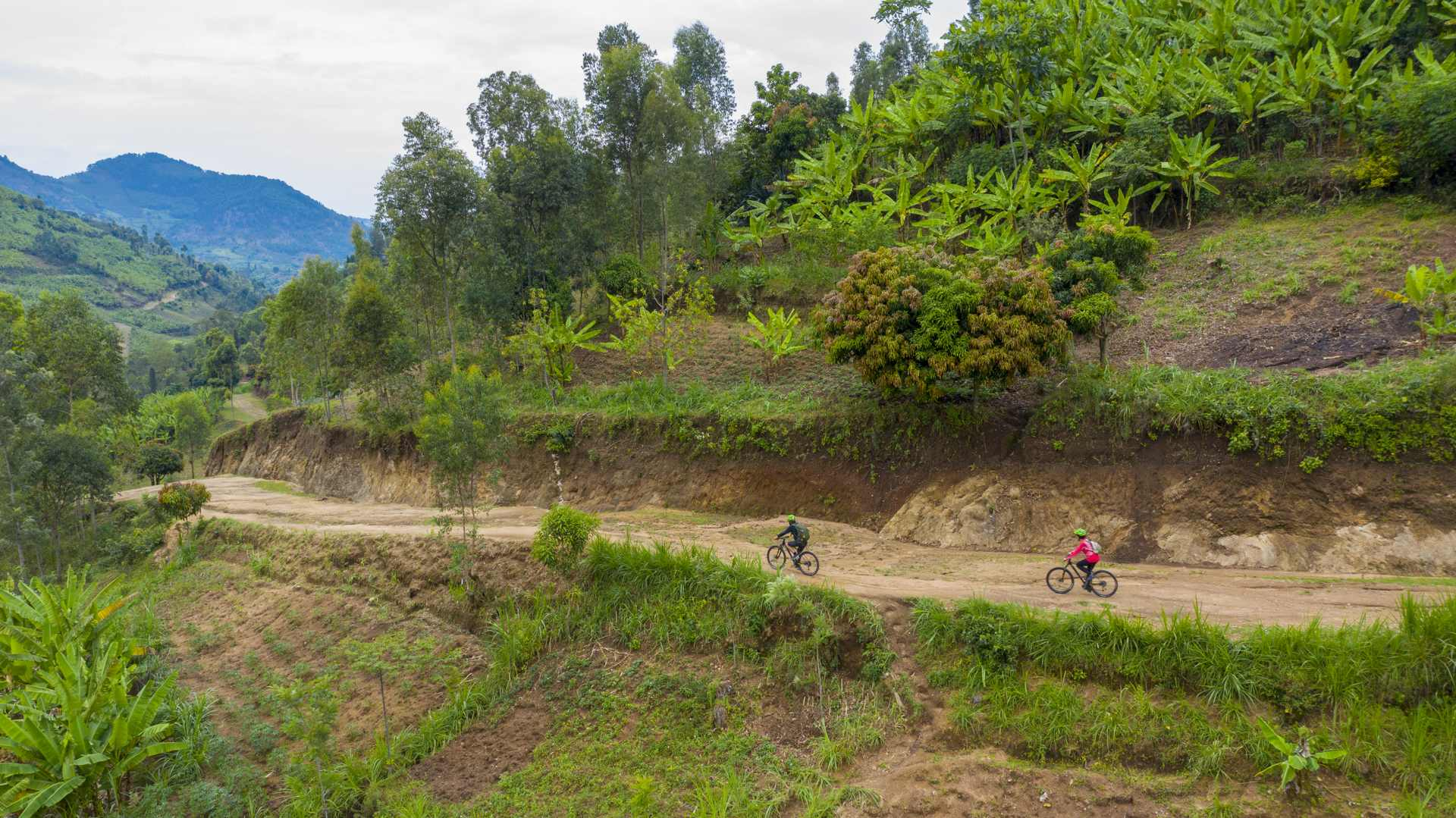
Vététistes sur le sentier Congo-Nil près de Kinunu

### King's Palace Museum
Le King's Palace Museum, ou musée du palais royal est l'un des huit musées nationaux du Rwanda. Il montre l'une des attractions phares du pays : les vaches sacrées inyambo, ou watusi. Tout au long de la journée, des chanteurs traditionnels endorment les vaches en entonnant des poèmes, un rituel unique au Rwanda.
Le musée présente une réplique d'un palais royal du XVe siècle avec une hutte royale couronnée d'un toit de chaume.
Les touristes peuvent également explorer la maison de style colonial qui était autrefois la résidence royale du roi Mutara III Rudahigwa au milieu du XXe siècle. Le design intérieur mélange de manière frappante les motifs rwandais avec des meubles de style européen (dont certains appartenaient en fait au roi).

### Musée ethnographique
L'une des meilleures collections d'artefacts ethnologiques et archéologiques d'Afrique se trouve au musée ethnographique du Rwanda, situé à environ 130 kilomètres au sud de Kigali dans le district de Huye. La Belgique offre le musée à la ville en 1989 en l'honneur du 25e anniversaire de l'indépendance du Rwanda.
Les sept galeries du musée ethnographique ramènent les visiteurs dans le temps au Rwanda précolonial. Les galeries abritent une collection de paniers tressés, de vêtements traditionnels fabriqués à partir de peaux d'animaux, de lances et d'arcs en herbe tressée, de tambours musicaux d'il y a des centaines d'années et d'anciens outils agricoles.
Des ateliers de découverte de l'artisanat local sont également organisés.

### Mémorial du génocide de Kigali
Inauguré à l'occasion du 10e anniversaire du génocide rwandais, le mémorial du génocide de Kigali est l'endroit où 250 000 victimes ont été enterrées. Il témoigne de l'extrême violence du génocide. Ce mémorial sert également à expliquer comment le génocide contre les Tutsis a pris forme et étudie d'autres génocides qui ont eu lieu au cours du XXe siècle. Son but est aussi d'aider à combattre toute forme de discrimination ethnique, et d'éviter la reproduction de tels évènements à l'avenir.
Le mur des noms est dédié à ceux qui sont morts, bien que de nombreuses victimes du génocide soient inconnues et que beaucoup de corps n'aient pas été retrouvés. Il s'agit donc toujours d'un travail en cours.
Les jardins commémoratifs offrent un lieu de contemplation sur l'histoire du génocide contre les Tutsis. Alors que le plus grand mémorial se trouve à Kigali, le génocide a touché tous les coins du Rwanda et, à ce titre, il existe de nombreux mémoriaux dans tout le pays. Certains comportent uniquement un espace vert de contemplation, tandis que d'autres sont plus grands et contiennent des reliques, des vestiges et des expositions sur le génocide lui-même.
En mai 2021, le mémorial voit d'ailleurs la visite d'Emmanuel Macron, président français, qui témoigne du soutien de la France et présente des excuses concernant le rôle du pays dans le génocide.

### Sanctuaire de Kibeho

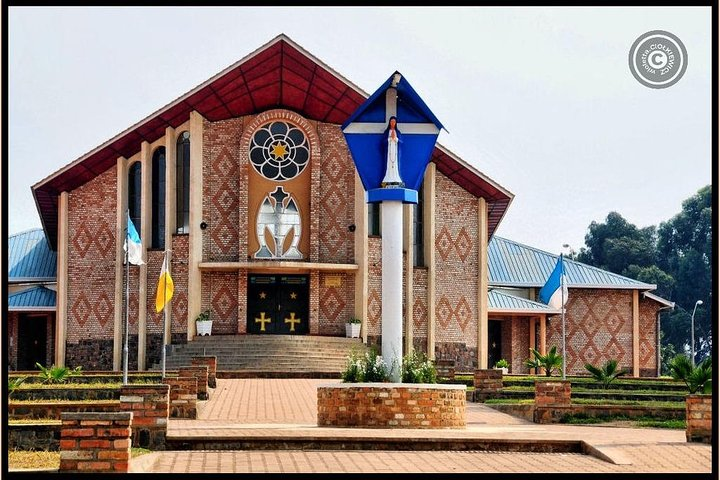
Sanctuaire de Kibeho

Une petite ville dans la partie sud du pays, Kibeho, devient célèbre à l'intérieur et à l'extérieur du pays en raison d'apparitions signalées de la Vierge Marie à trois jeunes religieuses dans les années 1980. Il s'agit des seules apparitions de la Vierge Marie et de Jésus-Christ approuvées par le Vatican sur le continent africain.
Un sanctuaire est créé à partir de 1992, et progressivement agrandi, du fait du succès touristique du lieu. Les touristes religieux et les pèlerins affluent en effet du monde entier, notamment d'Amérique, de Pologne, de République tchèque, de Slovaquie, de France, d'Italie et d'Inde. 500 000 pèlerins visitent le site chaque année.